# Brise
Die Brise ist nach der Beaufortskala die Bezeichnung für einen Wind der Stärke 2 bis 5. Je nach Stärke spricht man von leichter, schwacher, mäßiger bis frischer Brise. Früher wurde ein Wind der Stärke 6 auch als steife Brise bezeichnet, heute wird dieser Begriff nur noch sprichwörtlich verwendet. 
In Norddeutschland ist der Begriff häufig ein Synonym für Wind.